# Cabalían
Der Cabalían ist ein 945 Meter über den Meeresspiegel aufragender Schichtvulkan auf der Insel Leyte auf den Philippinen.
Der Berg liegt auf einer Halbinsel am südöstlichen Ende der Insel Leyte und ist mit dichter Vegetation überzogen. Seinen auf 945 Metern gelegenen Krater füllt ein See aus. Sein Gestein wird als Andesit klassifiziert. Seine Form wird als stark zerklüftet beschrieben und er besitzt zwei kleinere Berggipfel an seiner südlichen Flanke. 
An seiner östlichen und westlichen Flanke befinden sich heiße Quellen. Ein Geothermiekraftwerk soll diese heißen Quellen nutzen, es soll eine Leistung von bis 150 MW haben und im Jahre 2015 an das Netz gehen.

## Quelle
- Cabalían im Global Volcanism Program der Smithsonian Institution (englisch)